# Ángel Melogno
Miguel Ángel Melogno (né le 22 mars 1905 à Salto et mort le 27 mars 1945 à Montevideo) était un footballeur uruguayen champion olympique et champion du monde.

## Biographie
En tant que milieu de terrain, Ángel Melogno évolua avec l'Uruguay. Il participa aux JO 1928 et à la coupe du monde de football de 1930, sans jouer la moindre minute dans ces tournois, néanmoins il les remporta tous les deux.
Il fit toute sa carrière au Club Atlético Bella Vista, ne remportant aucun titre.

## Clubs
- 1925-? :  Club Atlético Bella Vista

## Palmarès
- Jeux olympiques
  - Médaille d'or en 1928
- Coupe du monde de football
  - Vainqueur en 1930